# American Maid
American Maid è un film muto del 1917 diretto da Albert Capellani.

## Trama
In un ospedale da campo, la crocerossina Virginia Lee, figlia di un senatore degli Stati Uniti, conosce e si innamora di David Starr, uno dei soldati feriti. Dopo la sua guarigione, David viene nuovamente colpito e questa volta viene rimpatriato a Washington. Il mese dopo, al ballo dell'ambasciata francese, David rivede Virginia ma, dopo aver considerato che loro due appartengono a due classi sociali differenti, il giovane decide di partire per il West.
Sono passati due anni. Il senatore si reca nel West accompagnato dalla figlia per investigare su dei furti che avvengono nelle miniere. Inseguito dallo sceriffo Benson e dai suoi uomini, David - che nel West è conosciuto con il nome Lonesome - trova riparo in una capanna dove rivede Virginia. La giovane scoprirà che il vero ladro è in realtà lo sceriffo Benson. Dopo averlo smascherato, Virginia tornerà a curare il suo innamorato ferito riprendendo le vesti di crocerossina.

## Produzione
Il film, girato a New York negli studi di Glendale (Long Island) dell'Empire All Star Corp, fu prodotto dalla Mutual Film (con il nome Mutual Star).

## Distribuzione
Distribuito dalla Mutual Film, il film uscì nelle sale cinematografiche statunitensi il 3 dicembre 1917. In Francia, venne distribuito con il titolo Mademoiselle Duchesse.